# Second Severn Crossing
Second Severn crossing, officiellt kallad Prince of Wales Bridge, är en motorvägsbro i Storbritannien som går mellan Wales och England över floden Severn. Det fanns redan tidigare en bro från 1966 som korsade Severn i trakten, men Second Severn Crossing förkortar resan avsevärt. Bron är 5 128 meter lång och invigdes 1996. Till sitt utseende liknar den Öresundsbron.
Den ligger sydväst om Severnbron och eftersom den ligger mer i linje med resten av M4, minskar den restiden mellan England och Wales. Korsningarna i varje ände är utformade för att mesta trafik ska kunna använda överfarten. Den nya korsningen bär mer trafik än Severnbron, som fortfarande är i bruk. Den är bredare än Severnbron, med tre körfält och en smal vägren på vardera sidan, jämfört med de två körfälten, cykelbanan och den smala gångvägen från den tidigare överfarten. Den är en snedkabelbro, medan Severnbron är en hängbro. Bron ligger nära Severntunneln, som har fört järnvägslinjen under flodbädden sedan 1886.
En stor del av flodmynningen är lera vid lågvatten, men vid högvatten kan dessa täckas av så mycket som 14 meter vatten. Detta gav ingenjörerna en begränsning genom att paket av arbeten som måste göras vid lågvatten och behövde slutföras inom de korta tidsfönster som tidvattnet tillät.
Koncessionen som gavs till konsortiet som finansierade, byggde och driver bron krävde att de skulle ta över den utestående skulden på den ursprungliga Severnbron och att driva de två broarna som en enda enhet. Avgifter fastställdes årligen av regeringen baserat på föregående års förändring av detaljhandelsprisindex. När koncessionen löpte ut i januari 2018 var konsortiet skyldigt att överlämna bron till offentligt ägande. Vägtullarna på båda broarna togs sedan bort i december 2018.

## Historik
Severns mynning utgjorde en barriär mellan Bristolområdet och södra Wales. Flodmynningen har en tidvattennivåskillnad på upp till 14,5 meter, bland de högsta i världen, och under ett stigande eller fallande tidvatten finns starka strömmar på upp till 4 m/s. En stor del av mynningen är lera som exponeras vid lågvatten och dessa ytor har utsetts till ett särskilt skyddsområde. Den centrala delen av mynningen är en farbar kanal som vid platsen för bron är känd som "The Shoots". Bron är uppströms från Avonmouth och Port of Bristol, men nedströms från Port of Sharpness. Gloucester Harbor Trustees har ansvaret för att kontrollera navigeringen i flodmynningens tidvatten uppströms från bron.
Fram till 1966 kunde vägresenärer antingen använda Aust Ferry, som hade trafikerats sedan medeltiden (och som bilfärja sedan 1926), eller använda den reguljära bilpendeltrafiken genom Severntunneln mellan Pilning och Severn Tunnel Junction, som trafikerades från 1926 till 1966. Annars skulle omvägen via Gloucester lägga till 92 km till resan. År 1966 öppnades den första Severnvägbron, en fyrfilig hängbro, som bär motorvägen M4 mellan England och södra Wales. År 1984 hade trafiken över denna tredubblats och man räknade med att vid mitten av 1990-talet skulle den gamla bron ha nått kapacitetstaket. En studie beställdes för att bygga antingen en andra bro eller en tunnel. Konsulterna rapporterade tillbaka 1986 och rekommenderade att en ny bro byggs nedströms från den befintliga bron.
År 1988 tillkännagavs att anbud skulle inhämtas från privata konsortier för att finansiera, bygga och driva bron under en angiven period. Konsortiet skulle också ta över förvaltningen av den gamla bron och den tillhörande skulden på 100 miljoner GBP och 1990 tilldelades koncessionen att bygga bron till Severn River Crossing plc. Byggnadsarbetet startade den 26 april 1992 och bron öppnades av prins Charles (den framtida Charles III, då prinsen av Wales), den 5 juni 1996.

## Konstruktion

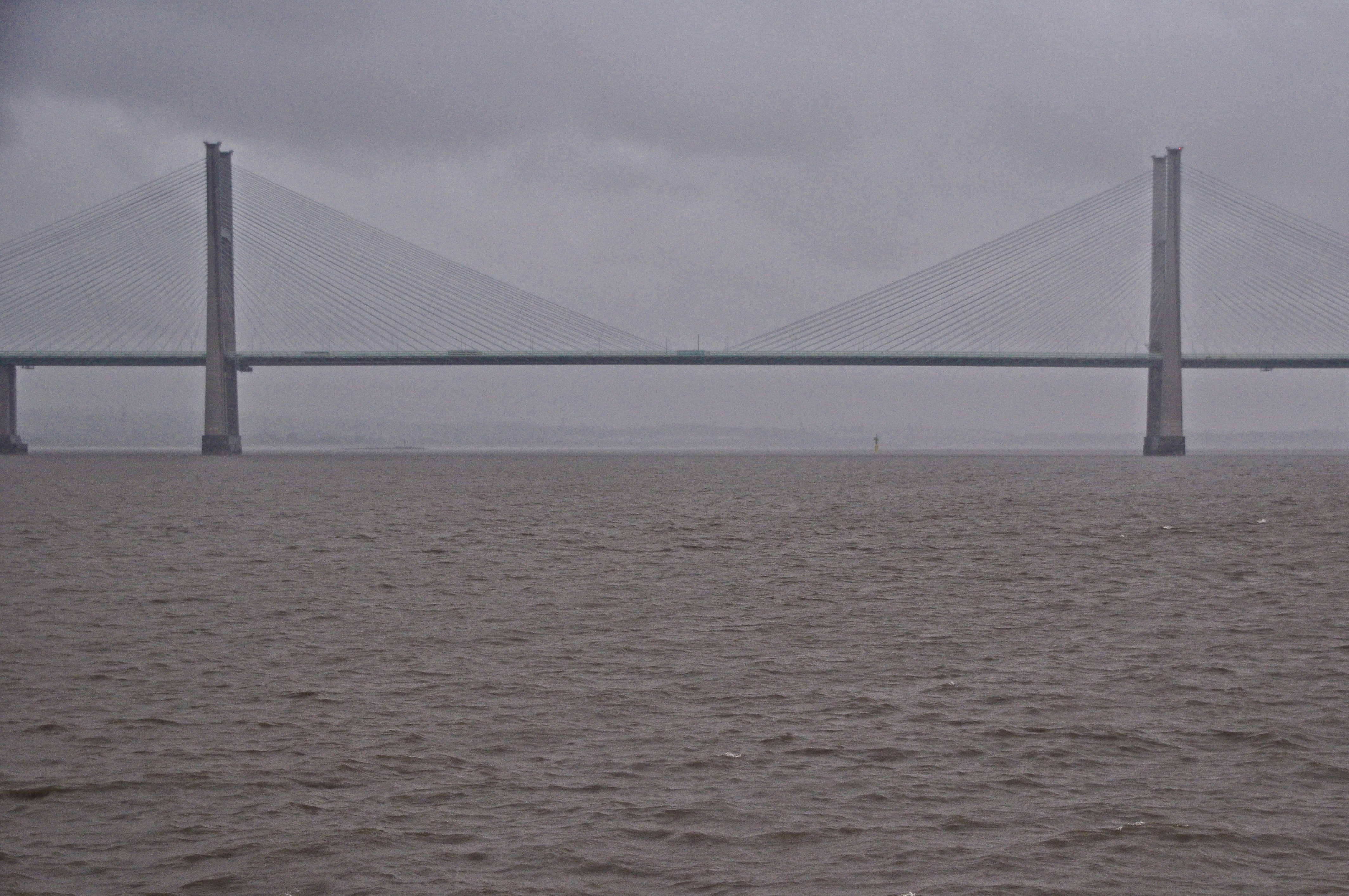
Shoots Bridge; segelkanalen ligger mellan de två tornen.

Huvudarkitekten för bron var Ronald Weeks från Cardiff-baserade Percy Thomas Partnership, med den detaljerade ingenjörskkonstruktionen av Halcrow Group och det franska konsultföretaget SEEE. Bron har portaler nära Sudbrooke, Monmouthshire på den walesiska sidan och Severn Beach i South Gloucestershire på den engelska sidan. Den har tre huvudsektioner – en 25-spanns viadukt på den engelska sidan med längden 2 103 m, en 24-spanns viadukt med längden 2 077 m på den walesiska sidan och själva bron, en struktur på 948 m med 37 m navigeringsavstånd, vilket ger en total längd på 5 128 m. Den centrala sektionen, som kallas Shoots Bridge, är av snedkabelkonstruktion och den centrala spännvidden (mellan bropylonerna) är 456 meter. Infartsviadukterna är av en segmentell brokonstruktion. Överfarten bildar en mycket lätt omvänd "S"-kurva – vägbanan har en ungefärlig öst–västlig linje vid var och en av portalerna, medan den centrala bron följer en linjering ungefär VNV till OSO.

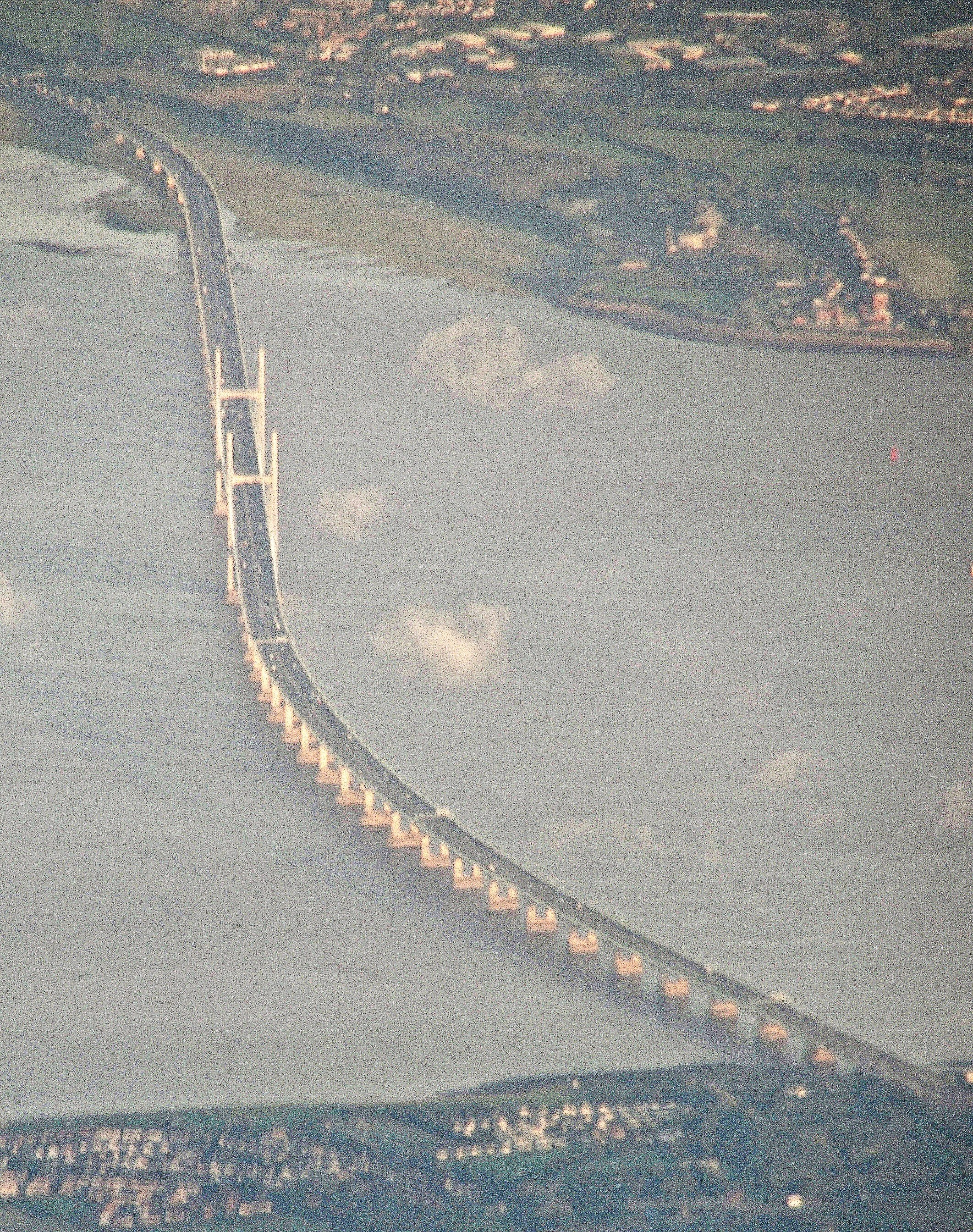
Flygbild av bron.

Severn Railway Tunnel passerar under flodmynningens bädd på en linje som i allmänhet är cirka 500 meter uppströms om bron, men som passerar under brons linje nära den engelska kusten.
Däcket, som bär tre körfält i varje riktning, är 34,6 meter brett. Sidorna på bron är försedda med 3-meters baffelplattor för att minska laterala vindlaster som kommer från Severns mynning mot trafiken. Detta har minskat antalet gånger som hastighetsbegränsningar har behövts införas. Den övergripande utformningen av den nya bron gör den mer motståndskraftig mot hårda vindar än den gamla Severnbron.
En liten dieseldriven enskensbana, Rapid Access Train, går genom brons hela längd med en topphastighet på 1,5 meter per sekund, och används för säker tillgång till tio stationer, såsom hissar inuti kabelmaster, för brounderhåll. Den kan bära upp till fyra passagerare plus två ton utrustning i sin släpvagn, med en inbyggd kran och säkerhetsfunktioner som förreglingar, nödbatteriframdrivning som kan driva den till vardera änden av korsningen. Under 1990-talet och början av 2000-talet lades snabbtåget först ned under ett antal år på grund av tekniska fel, men har 
därefter åter tagits i tjänst. Åtkomstportaler finns också under varje segment av bron med hydrauliska lyftplattformar som kan nå flera nivåer för att möjliggöra inspektion och underhåll över hela konstruktionens bredd.